# John Bradley (Marinesoldat)

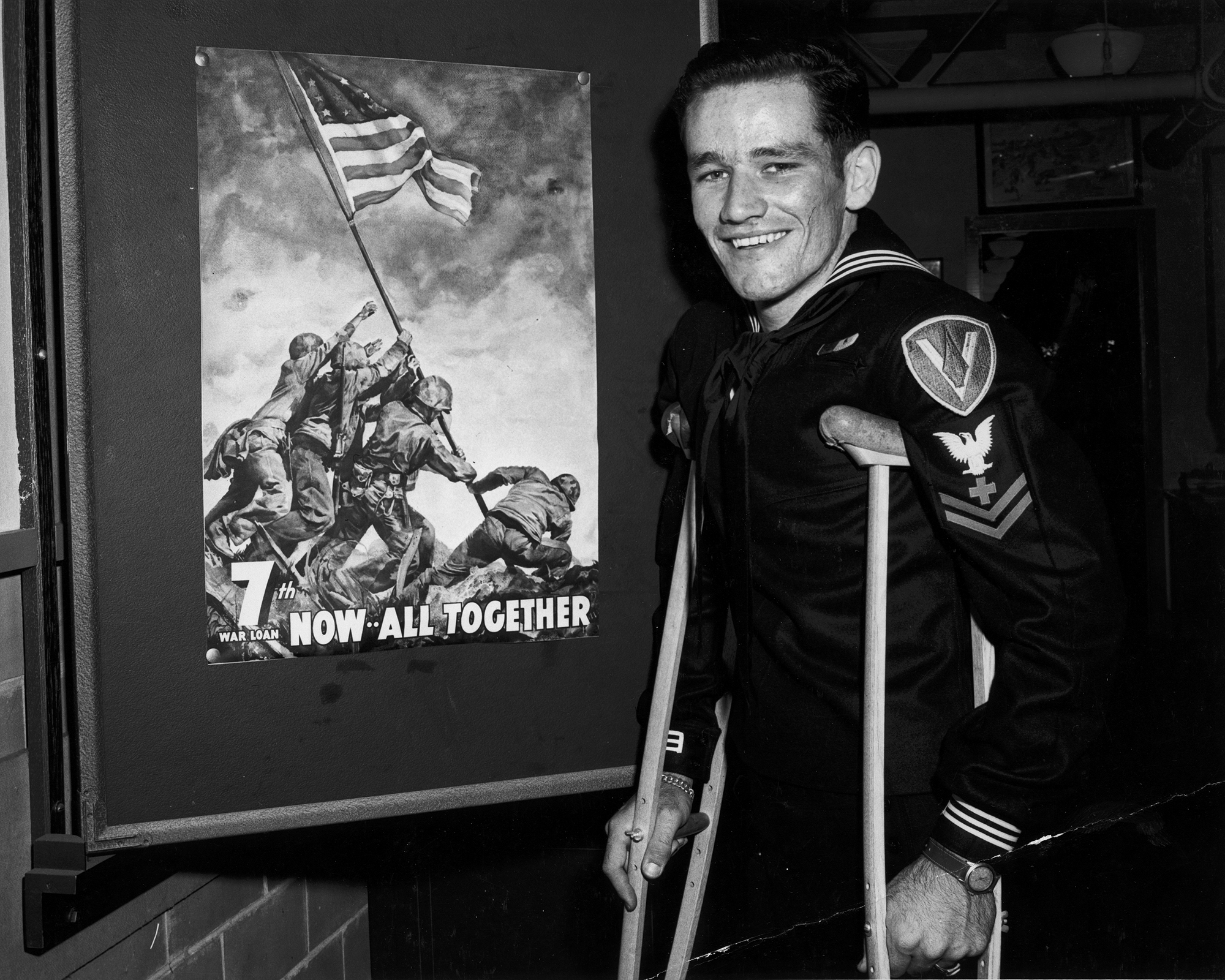
John Bradley

John Henry „Doc“ Bradley (* 10. Juli 1923 in Antigo, Vereinigte Staaten von Amerika; † 11. Januar 1994 ebenda) war ein US-amerikanischer Soldat des Zweiten Weltkriegs und galt lange als einer der Soldaten auf der berühmten Fotografie Raising the Flag on Iwo Jima. Erst im Jahre 2016 wurde bekannt, dass dies nicht der Fall war.

## Leben
Bradley wuchs in Antigo im Bundesstaat Wisconsin auf und war bei einem Bestatter beschäftigt, ehe er im Januar 1943 zur US Navy eingezogen wurde.
Nach seiner Grundausbildung wurde er zum Sanitäter ausgebildet und als Hospital Corpsman der E Company, 2nd Battalion, 28th Marine Regiment der 5th Marine Division des United States Marine Corps zugeteilt. Ab Februar 1945 nahm er an der Schlacht um Iwojima teil, wobei er mehrere verwundete Kameraden rettete. Dafür wurde ihm später das Navy Cross verliehen. Am 23. Februar war er beim ersten Hissen der amerikanischen Flagge auf dem Vulkan Suribachi beteiligt. Die dabei entstandene Fotografie erhielt aber bei weitem nicht die Bekanntheit des Fotos Raising the Flag on Iwo Jima des Fotografen Joe Rosenthal an gleicher Stelle. Bradley wurde später ebenfalls als einer der Soldaten beim Hissen der zweiten Flagge bekannt. Am 12. März 1945 wurde Bradley durch Schrapnellsplitter verwundet und schließlich von Iwo Jima in die USA gebracht. Dort war er als mutmaßlicher Soldat von Rosenthals Foto zusammen mit den Marines Ira Hayes und Rene Gagnon in eine Werbekampagne für Kriegsanleihen eingebunden. Im November 1945 wurde Bradley, zuletzt im Rang eines Hospital Corpsman Second Class (Petty Officer Second Class), aus der Navy entlassen.
John Bradley kehrte in seine Heimatstadt zurück, wo er später ein Bestattungsunternehmen besaß und mit seiner Ehefrau und acht Kindern lebte. Seine Rolle beim Aufstellen der Flagge wurde u. a. in den Filmen Du warst unser Kamerad, The Outsider und Flags of Our Fathers thematisiert. 
Erst nach seinem Tod wurde seinem Sohn James Bradley bewusst, welche Dimensionen die Ereignisse auf Iwo Jima hatten und wie wichtig die Rolle der Beteiligten war, woraufhin er das Buch Flags of Our Fathers verfasste, in dem die Geschichte und die Rolle der Flaggenhisser aufgearbeitet werden. Demnach soll sich sein Vater, wie auch die anderen beteiligten Soldaten, nie als Held gefühlt haben.
Erst 2016 wurde der Marinesoldat Harold Schultz als der Mann identifiziert, der tatsächlich auf dem Foto statt Bradley zu sehen war. In einer Stellungnahme geht der Buchautor James Bradley davon aus, dass sein Vater möglicherweise das erste mit dem zweiten Flaggenhissen verwechselt hat, da man ihm gesagt habe, es existiere ein Foto mit ihm beim Hissen der Flagge.

## Auszeichnungen
John Bradley wurde während des Zweiten Weltkriegs mit folgenden Orden ausgezeichnet:
- Navy Cross
- Purple Heart
- Presidential Unit Citation
- Asiatic-Pacific Campaign Medal
- American Campaign Medal
- Navy Good Conduct Medal
- Combat Action Ribbon
- World War II Victory Medal

Zudem tragen die John H. Bradley Branch Health Clinic auf dem Gelände der Marine Corps Base Quantico, das The John Bradley Memorial in Appleton, Wisconsin sowie die Doc Bradley Hall auf der Marine Corps Base Camp Lejeune seinen Namen.